# Ôtô buýt UAZ
UAZ-452V (4х4) — được xuất xưởng vào năm 1967, xe buýt nhỏ với toa 10 chỗ ngồi.
UAZ-2206 (4х4) — chở 11 người, bao gồm tài xế. Động cơ benzin 4 xilanh UAMZ-4178.10 dung tích 2445 сm3, công suất 92 mã lực.
UAZ-22069 — một nâng cấp của UAZ-2206 với động cơ UMZ-4218.10 công suất 98 mã lực, với dung tích tăng lên đến 2,9 l.
UAZ-3165 «Simba» (4х2 hay 4х4)